# Ceratomyxa auratae
Ceratomyxa auratae là một loài động vật thân nhớt ký sinh ở túi mật của loài cá tráp đầu vàng, Sparus aurata. Loài này được phát hiện tại miền nam Bồ Đào Nha.